# Antiszemitizmus a mai Magyarországon
1945 után Európában egy új közmegegyezés formálódott. A nyugati világ meghatározó, véleményformáló erői a szélsőjobboldali antiszemitizmus minden megnyilvánulását elítélték, amelynek a legszélsőségesebb formáit büntetik is. A második világháborút követően nem volt megfigyelhető a klasszikus értelemben vett antiszemitizmus Magyarországon sem. Ennek egyik fő oka az volt, hogy a szocialista és kommunista politikai elit az antiszemitizmust az ellenségnek tekintett fasiszta-hungarista ideológiával kötötte össze, és ennek megfelelően a 2. világháború után minden ehhez köthető irodalmat igyekezett megsemmisíteni. A Kádár-rendszerben – ellentétben a keleti blokk országaival – nem fordultak elő a zsidóság kivándorlását előmozdító anticionista kampányok.
Tekintettel a holokausztra és a zsidóság helyenkénti (Izrael vagy a nyugati világ felé mutató) migrációjára, napjainkban Magyarországon található Kelet-Közép-Európa legnagyobb zsidó közössége. Másrészt a rendszerváltást követően egyes elképzelések szerint számottevő zsidó reneszánsz zajlott, mely magában foglalta a zsidó identitás hangsúlyozottabb felvállalását, egyes körökben a zsidóság nem csupán vallási, hanem nemzetiségi meghatározását, végezetül az egyes véleményformálók által zsidó nacionalizmusként emlegetett irányzat megjelenését. A fentiek ellenére a magyarországi antiszemitizmust elsősorban társadalmi és gazdasági okokra vezetik vissza, miközben alábecsülik az egymással konkuráló identitások jelentőségét, hiszen a zsidóság csoporttudatának a Kádár-korhoz képest hangsúlyozottabb felvállalása is kiválthatott unszimpátiát.
1989-ben, a rendszerváltáskor, vagyis a kommunizmusból demokráciába való átmenet és az ehhez kapcsolódó szólásszabadság megjelenésének következtében antiszemita hangok is felbukkantak a közbeszédben. A jelenség magyarázatára több lehetséges elmélet született: a gyors gazdasági és szociális változások okozták az antiszemita nézetek terjedését, vagy az addig rejtett zsidóellenesség került felszínre a szabadságjogok érvényesülésének következményeként. Egyes baloldali magyarázatok az ideológiai, kulturális és emlékezetpolitikai szempontok helyett az un. neokapitalizmus során megjelenő szociális-gazdasági problémákra adott reakcióként értékelték az antiszemitizmust, más elképzelések bűnelkövetőkre és áldozatokra osztották a társadalmat.
A posztkommunista időszak antiszemitizmusa a közélet perifériáján jelentkezett; a szélsőjobboldal, illetve radikális jobboldal a nyomtatott sajtó eltérő politikai kötődése miatt a kilencvenes években kevés helyen hallatta a hangját, a kétezres évekbeli megerősödésük pedig sokkal inkább az internetes oldalaknak köszönhető. A közéletben részt vevő kommunistaellenes értelmiségiek (mint például Csurka István) által vezetett fórumoknak tulajdonítottak antiszemita tendenciákat. A zsidóság és a kommunizmus összekapcsolása mellett megjelent a holokauszt relativizálása vagy teljes tagadása is, és a pénzügyi válsággal párhuzamosan pedig újra megjelentek a „zsidó bankszektorra” vonatkozó utalások. A nyugati baloldal iszlámbarát és Izraellel szemben kritikus hangját Magyarországon a radikális jobboldal képviseli. Egyes felmérések szerint ugyanakkor a zsidó összeesküvést valósnak tartók baloldaliak aránya nem marad el sokkal a Jobbik szavazóitól.
Egyes vélemények az 1990-es évek eseményeivel szemben az etnikai és vallási kisebbségekkel szembeni agresszió növekedésével számolnak. A 2010. áprilisi országgyűlési választásokon a szavazatok 17%-át megszerző Jobbik és a hozzá kötött szubkultúra kritizálásával szemben tény, hogy a jobbközépnél radikálisabb politikai erők sohasem váltak Magyarországon kormányzati tényezővé. További tény, hogy a Magyarországgal szomszédos országokban a radikális nacionalista szervezetek aktívabbak és korlátozás nélkül működhetnek.

## Elemzések

### Adatok
1994 és 2006 között a felnőtt lakosság 10-15%-a volt előítéletes a zsidókkal szemben. Az antiszemitizmusra rájátszó érzelmeket politikai célokra is felhasználták: a zsidóellenes hangok jellemzően a választási években növekedtek meg, hogy aztán a választásokat követően a korábbi szintjükre essenek vissza. A trend 2006-ban változott meg, 2009 óta a kutatások az előítéletek folyamatos növekedését mutatják.
|                                                                                               | %                 | Év   | Év   | Év   | Év   | Év   |    |
| 1994                                                                                          | %                 | 1995 | 2002 | 2006 | 2011 | 2021 |    |
| --------------------------------------------------------------------------------------------- | ----------------- | ---- | ---- | ---- | ---- | ---- | -- |
| A zsidó értelmiség irányítja a médiát és a kulturális életet                                  | Teljesen egyetért | 12   | -    | 13   | 12   | 14   | -  |
| A zsidó értelmiség irányítja a médiát és a kulturális életet                                  | Egyetért          | 18   | -    | 21   | 19   | 21   | -  |
| Létezik egy titkos zsidó hálózat, ami a politikát és a gazdaságot irányítja                   | Teljesen egyetért | 9    | -    | 8    | 10   | 14   | -  |
| Létezik egy titkos zsidó hálózat, ami a politikát és a gazdaságot irányítja                   | Egyetért          | 14   | -    | 14   | 17   | 20   | 39 |
| A legjobb az lenne, ha a zsidók elhagynák az országot                                         | Teljesen egyetért | 11   | 5    | 5    | 3    | 8    | -  |
| A legjobb az lenne, ha a zsidók elhagynák az országot                                         | Egyetért          | 12   | 5    | 6    | 7    | 12   | 21 |
| Bizonyos területen korlátozni kéne az ott dolgozó zsidók számát                               | Teljesen egyetért | 8    | -    | 3    | 5    | 7    | -  |
| Bizonyos területen korlátozni kéne az ott dolgozó zsidók számát                               | Egyetért          | 9    | -    | 9    | 10   | 12   | 26 |
| Jézus keresztrefeszítése a zsidók megbocsáthatatlan bűne                                      | Teljesen egyetért | 15   | 23   | 8    | 8    | 9    | -  |
| Jézus keresztrefeszítése a zsidók megbocsáthatatlan bűne                                      | Egyetért          | 11   | 23   | 9    | 12   | 12   | 26 |
| A zsidó nép szenvedése Isten büntetése                                                        | Teljesen egyetért | 12   | 17   | 7    | 7    | 5    | -  |
| A zsidó nép szenvedése Isten büntetése                                                        | Egyetért          | 12   | 17   | 10   | 7    | 9    | -  |
| A zsidók hajlamosabbak gyanús üzelmeket használni annak érdekében, hogy elérjék, amit akarnak | Teljesen egyetért | -    | -    | -    | 8    | 9    | -  |
| A zsidók hajlamosabbak gyanús üzelmeket használni annak érdekében, hogy elérjék, amit akarnak | Egyetért          | -    | -    | -    | 13   | 17   | -  |
| A magyarországi zsidók lojálisabbak Izraelhez, mint Magyarországhoz                           | Teljesen egyetért | -    | -    | -    | 8    | 12   | -  |
| A magyarországi zsidók lojálisabbak Izraelhez, mint Magyarországhoz                           | Egyetért          | -    | -    | -    | 15   | 15   | -  |

A Rágalmazás Elleni Liga (Anti-Defamation League, ADL) nevű zsidó szervezet 2012 januárjában végzett felmérése szerint tíz európai országban - köztük Magyarországon is - zavaróan magas az antiszemitizmus szintje. Az adatok szerint 63% volt azon emberek aránya, akik „valószínűleg igaznak” minősítettek 4-ből legalább 3 antiszemita sztereotípiát. Ugyanezen emberek aránya 2009-ben 47%, 2007-ben pedig 50% volt. „Magyarországon, Spanyolországban és Lengyelországban az antiszemita hozzáállás aránya kiemelkedő, és a politikai, civil és vallási vezetők komoly válaszáért kiált” - mondta Abraham H. Foxman, az ADL nemzeti igazgatója. Abraham H. Foxman véleménye szerint „a zsidókról negatív nézeteket vallók magas aránya zavaró. A kommunizmus leomlása után azt reméltük, hogy a hasonló antiszemita hozzáállás visszahúzódik, és nem növekszik”.

### Társadalompszichológiai elemzés
A kutatók megosztottak abban a kérdésben, hogy a posztkommunista antiszemitizmus – ami a Nyugat-orientáltság és a különállást preferáló nacionalizmus közötti szakadék hátterében áll – vajon valóban a politikai mozgósítás kulcsszereplőjévé váló kulturális jelszó lett-e Magyarországon. Ha szélesebb körben vizsgáljuk a történelmi zsidóság szerepét az „elnyugatiasodásban”, Karády Viktor szerint a zsidókhoz való viszony az egyik fő forrása a jelenkori ideológiai megosztottságnak.
Ezzel szemben Kovács András szociológus szerint nem csak az antiszemiták arányának növekedésére fontos felhívni a figyelmet, hanem a nézeteiket politikai kontextusba ágyazókra is. Kovács szerint a kortárs antiszemitizmus – mellyel a Jobbikot hozza összefüggésbe – nem változott az elmúlt évtized során; bizonyos gondolkodásmódok, mint az idegengyűlölet szorosan összefüggnek az antiszemitizmussal, jelezve annak befolyását. Sőt, korábbi kutatások kimutattak némi összefüggést az antiszemitizmus, valamint a demográfiai és gazdasági mutatók között is, a különböző régiókban tapasztalható nehézségek és a Jobbik támogatottsága korrelál.
Ezek a kimutatások vezettek Kovács azon feltételezéséhez, mely szerint az antiszemitizmus a szélsőjobboldaliságnak következménye és nem magyarázata; ezen elképzelés az antiszemita nyelvezet elutasítóit a jelenlegi politikai intézmény támogatóiként interpretálta. Az antiszemita diskurzustól függetlenül érdemes felhívni arra a figyelmet, hogy a politikailag korrekt megfogalmazás az „inkorrektnek” minősített gondolatok elfojtásához vezethet, a problémákat elkendőző „hallgatási spirálba” húzva a közbeszédet.
A szociálpszichológia jelenlegi modellje alapján megvizsgálva a zsidóellenes előítéleteket a mai Magyarországon,
Bojan Todosijevic és Enyedi Zsolt – a Theodor Adorno által létrehozott F-skálára építve – az alábbiakat állapították meg:
1. Az antiszemita magatartás egymástól függetlenül, hozzátevőlegesen egyenlő arányban kapcsolódik a tekintélyelvűséghez és a szülők magatartásához.
2. A tekintélyelvűség tűnik a legfontosabb meghatározó tényezőnek mind a szülők, mind a gyerekek antiszemita magatartásában.
3. A társadalmi mobilitás az antiszemitizmus növekedéséhez vezethet.

### Antiszemitizmus a szubkultúrában
Az antiszemitizmus nem volt annyira központi fontosságú a nyolcvanas évek nacionalista szubkultúrájában, mint az sokan állítják (az első magyar skinhead zenekar a cigányokat, arabokat és a román nemzetiségpolitikát bírálta.). A rendszerváltozást követően lehetővé vált az eddigi internacionalista politika diskurzustól különböző ideológiák felvállalása. A kétezres években megerősödő radikális jobboldal elsősorban a trianoni béke revízióját és a határon túli magyarok érdekképviseletét helyezte középpontba, ehhez társult a globalizáció-ellenesség. Magyarországon ma a nacionalizmuson túlmutató, neonáci vagy a fasiszta ideológiát nyíltan felvállaló csoportok (pl. a Pax Hungarica Mozgalom, Magyar Nemzeti Arcvonal) száma és súlya csekély. Lánczi András politológus 2002-ben úgy vélte, hogy Magyarországon nincs szélsőjobboldali párt, hozzátéve, hogy „szélsőjobbos mozgalmi csoportok” viszont léteznek. A helyzet 2002 óta az internet robbanásszerű elterjedésével és a Jobbik Magyarországért Mozgalom megjelenésével megváltozott, ugyanakkor a nagyközönség és a politikai oldalak számára vitatott a fenti párt ideológiai besorolása, hiszen egyes nézetek a Jobbik politikájának baloldali vonatkozásait emelték ki.
A szubkultúra részét képezi több, nemzeti rockot képviselő együttes, melyek vagy illegális koncerteken, vagy a liberálisnak tekintett Sziget Fesztivál ellenében létrehozott Magyar Sziget fesztiválon léptek fel. Az eseményeken tiltott szimbólumok, egyenruhák, dalszövegek, zászlók is megjelennek. A szubkultúra egyes hívei az ősi magyar kultúrát emelik fel és néhányan a saját szinkretista vallásukat követik, ami egyesíti a kereszténység előtti magyar pogányságot a kereszténységgel. A szubkultúra másik szegmense a nemzeti hobby egyesületek, mint például a „gój motorosok” és a „szkíta motorosok”. Megjegyzendő, hogy a zsidóellenesség csak egy részét teszi ki a fenti politika erők világképének, melynek hangsúlyos elemeit napjainkban a kapitalizmus- és elitellenesség, az euroszkepticizmus, illetve a demográfiailag növekvő cigánysággal összefüggésbe hozott bűnözés elítélése, illetve a magyarországi bevándorlás elutasítása jelenti.

### Antiszemita diskurzus
Az anticionizmus kérdése, mely a kommunista időszak alatt jelen volt a médiában, de egyes értelmiségiek szerint csekély társadalmi hatást ért el, 1989 után is jelentkezett. Egyes vélemények szerint az anticionizmus antiszemita retorikát takar. Gadó János, a Szombat című zsidó folyóirat szerkesztője szerint az antiszemitizmus a baloldalon is egyre növekvő probléma, ami Izrael államának kritizálásával leplezi magát, utóbbit elnyomó, rasszista, a palesztinok jogait lábbal taposó államnak tartva. Ezzel szemben megjegyezhetjük, hogy Izrael politikáját ortodox zsidók és baloldali zsidó értelmiségiek, mint Noam Chomsky is kritizálták, a palesztinokkal való bánásmódot pedig többek között a Nobel-békedíjas Jimmy Carter hasonlította az apartheid-rendszerhez. Magyarországon az Izraellel szemben kritikus hangok Simón Peresz 2007. október 10-én, egy tel-avivi gazdasági kamarai rendezvényen elmondott, Magyarország felvásárlásával kapcsolatos beszéde kapcsán erősödtek meg. A Máárív napilap által közölt kijelentés radikális jobboldali vélemények szerint igazolta azt a tézist, mely szerint „új honfoglalás” zajlik Magyarországon.
A rendszerváltást követő években a zsidókérdés teret kapott a szélsőjobboldali újságok és rádiók körében, de ezek a közvéleményre csak mérsékelt hatással bírtak. Ekkor jelent meg témaként a pártállam egyes zsidó származású – de nem feltétlenül zsidó identitású – vezetői felelősségének kérdése (apák és fiúk). A kilencvenes évek elejét ezen kívül kiterjedt médiaháború jellemezte, mely során a balliberális média – mint az 1990-es „hordóbotrány” esetében vagy a Göncz Árpádot fogadó 1992. október 23-ai füttykoncertkor – a vélt vagy valós antiszemita tendenciákat címoldalon közölte. A korabeli Magyarországon meghatározónak számító politikai korrektség miatt a zsidóságot annak kritikusai sokszor nem nevezték néven (pl. galíciaiak, magukfajták). Ugyanakkor egyes zsidó és nem-zsidó közösségek szerint az antiszemitizmus a kétezres években jelentősen megerősödött Magyarországon és az antiszemita, rasszista fogalmazásmód elfogadottabbá vált a közbeszédben is. Ez leginkább a médiában és az utcai köznyelvben nyilvánul meg, az antiszemita retorika a közbeszédben pedig nagyrészt a választási kampányok időszakában erősödik fel.
Több esetben antiszemitának minősítettek egyes személyeket, mely nem csupán az illető személyét és életművét sérti, hanem a közéletet és médiát parttalan vitákkal terhelte. Jellemző példája ellen a Romsics Ignác ellen Gerő András által megfogalmazott antiszemita-vád.

### A magyarországi zsidók viszonya az antiszemitizmussal
1999-ben a budapesti Eötvös Loránd Tudományegyetem Kisebbségkutató Intézete felmérést végzett a magyar zsidók között, melyben arra voltak kíváncsiak, hogy a zsidók milyen módon és milyen mértékben érzékelik az antiszemitizmus terjedését. A válaszadók 32 százaléka csak kismértékű jelenkori antiszemitizmust tapasztalt, 37 százalék úgy gondolta, az antiszemitizmus nagy mértékeket ölt és 31 százalék válaszolta, hogy a zsidógyűlölet mértéke a két végpont között helyezkedik el. Arra a kérdésre, hogy az antiszemitizmus mértéke növekedett, vagy csökkent-e az elmúlt időszakban, a kérdezettek 63 százaléka előbbit jelölte meg válaszában. Ugyanakkor az is kiderült, hogy a válaszadók a véleményüket sokkal inkább a média híradásai, mintsem személyes tapasztalat alapján alakították ki.

## Lásd még
- Népi-urbánus vita

## Külső hivatkozások
- Jews and Jewishness in Post-war Hungary
- Antiszemitizmus.hu A Pártatlan Dokumentáció
- Antisemitic Prejudices in Contemporary Hungary
- Antisemitism in Eastern Europe: History and Present in Comparison
- Antiszemita incidensek Magyarországon 2012-ben
- Puzsér Róbert: Az antiszemitizmus-vád tényleg megviselt